# Маржа
Маржа  — величина, яка виражає різницю між процентними ставками, курсами цінних паперів, ставками страхових внесків і відшкодувань, цінами товарів тощо. 
У торговельних операціях – різниця між купівельною і продажною ціною товару. У фондових біржових операціях – різниця між курсами цінних паперів (номінальним і продажним), між курсом цінних паперів на день укладання і день виконання фінансової угоди; у банківській практиці – різниця між процентними ставками за залученими і виданими кредитами.
- Різниця між ціною, визначеною в біржовому бюлетені, та ціною покупця.
- Різниця між обліковою ставкою національного банку і ставкою відсотків за кредит комерційних банків. Іншими словами, маржа — це сума доходу комерційного банку.

Маржа — це застава за право продати товар на біржі у майбутньому.
Маржа — в загальноринковій термінології — різниця між ціною та собівартістю (подібно до прибутку). Може бути виражена як в абсолютних величинах (наприклад, гривні), так і у відсотках, як відношення різниці між ціною та собівартістю до ціни (на відміну від торгової націнки, котра обчислюється як та ж сама різниця, відносно собівартості).
Припустімо, щось куплено за 50 доларів і продано за 100 доларів.
Собівартість = 50 доларів США.     
Ціна продажу (дохід) = 100 $     
Прибуток = 100 $ - 50 $ = 50 $     
Відсоток прибутку = 50 $ / 50 $ = 100%     
Маржа прибутку = (100 - 50 доларів) / 100 доларів = 50%     
Множинний коефіцієнт ROI = 50 доларів США / 50 доларів США (прибуток, поділений на витрати). 
Якщо дохід дорівнює вартості, відсоток прибутку дорівнює 0%. Результат вище або нижче 100% можна розрахувати як відсоток повернення інвестицій. У цьому прикладі рентабельність інвестицій в 0,5 рази більше інвестицій, що дає 50% прибутку.